# Rita Verschuur
Rita Törnqvist-Verschuur (Amsterdam, 25 juli 1935) is een Nederlandse schrijfster en vertaalster.

## Levensloop
Rita Törnqvist-Verschuur werd in 1935 in Amsterdam geboren als Rita Verschuur. Ze groeide op in Overveen. In 1943 verliet haar moeder haar vader en het gezin. Haar vader hertrouwde binnen een jaar. In 1954 deed ze in Overveen eindexamen gymnasium alfa. Vervolgens studeerde ze Zweeds en Oudgrieks in Amsterdam en woonde na haar kandidaats in 1959 een half jaar in Uppsala met een studiebeurs. Een jaar na terugkomst verhuisde zij opnieuw naar Zweden om in Uppsala verder te studeren. Daar deed ze in 1963 tentamens in Scandinavische talen en Oudgrieks en datzelfde jaar legde ze in Amsterdam haar doctoraal af. Rita Verschuur trouwde met de literatuurwetenschapper Egil Törnqvist en ze kregen in Uppsala drie kinderen, onder wie Marit Törnqvist. Eind 1969 verhuisde het gezin naar Nederland.
Sinds 1960 was Törnqvist-Verschuur actief als vertaalster van onder andere werk van Astrid Lindgren. Het vroege werk van deze schrijfster was al door anderen vertaald. Zo verscheen Pippi Langkous in 1952 in de Nederlandse vertaling van Lisbeth Borgesius-Wildschut. De eerste titel die Törnqvist-Verschuur voor haar rekening nam is Rasmus en de landloper, in 1960. Hierna werd zij de vaste vertaalster van Astrid Lindgren.
In Nederland introduceerde Törnqvist-Verschuur de Zweedse dichters Lars Gustafsson en Tomas Tranströmer in 1970/1971 met vertalingen in het literaire tijdschrift Maatstaf. Van August Strindberg vertaalde ze een reeks titels waaronder De zoon van een dienstbode (1969) en Tijd van gisting (1973).
In Zweden introduceerde Törnqvist-Verschuur meerdere Nederlandse en Vlaamse schrijvers, onder wie Jan Wolkers, van wie ze in overleg met de schrijver de beste verhalen bundelde, en ook de roman Turks fruit vertaalde, in 1969. Van een aantal toonaangevende naoorlogse Nederlandse auteurs koos en vertaalde zij verhalen die gebundeld werden onder de titel Moderna holländska berättare, met een inleiding van de prozaïst Sven Delblanc, 1969.
Terug in Nederland vertaalde zij vanaf 1970 nog voornamelijk in haar moedertaal, o.a. werk van verschillende dichters en van prozaschrijvers als Göran Tunström, Per Olov Enquist en Torgny Lindgren. Van de Noorse schrijver Knut Hamsun verscheen in haar vertaling de roman Pan, 1975, 2009.
In 1976 publiceerde Törnqvist-Verschuur haar eerste kinderboek Ze snappen er niets van, het eerste deel van een trilogie waarin de generatiekloof centraal staat. Realistisch werk werd hierna afgewisseld met sprookjes, waaronder Zwerftocht van een trollenkind, 1978.
Vanaf 1989 schreef Törnqvist-Verschuur een aantal boeken met illustraties van haar dochter Marit, waaronder de prentenboeken De kerstkarper en De muzikant en het meisje.
Na een lange reeks kinderboeken in verschillende genres en voor verschillende leeftijdsgroepen maakte de fictie in 1993 plaats voor jeugdherinneringen. Tot 2005 verscheen er een reeks van acht autobiografische kinderboeken, uitebracht onder haar geboortenaam Verschuur, beginnend met Hoe moet dat nu met die papillotten, dat zich afspeelt in de oorlogsjaren. Het tweede deel, Mijn hersens draaien rondjes (1994), gaat met name over de echtscheiding van haar ouders. Het derde boek, Vreemd land (1995), werd bekroond met de Zilveren Griffel en de Nienke van Hichtumprijs. Het begeleidende essay bij deze laatste prijs werd geschreven door Marjoleine de Vos.
In 2002 publiceerde ze Astrid Lindgren, een herinnering, een portret van de bevriende schrijfster, voorbeeld en bron van inspiratie, en sinds 2008 schrijft ze nog uitsluitend voor volwassenen. In twee autobiografische romans probeert ze in het reine te komen met de biologische moeder die haar in 1943 verliet en de stiefmoeder die haar overstelpte met verstikkende liefde. Met wortel en tak (2014) is een weergave van haar persoonlijke ervaringen met borstkanker in het reguliere en alternatieve circuit. Volgens een recensie in het NRC Handelsblad staan er "verscheidene rake observaties in dit boek over de Nederlandse zorg, over moederliefde en bijgelovigheid".
Sinds 2016 werkt ze aan een omvangrijk project, dat de periode beslaat van 1954-1970. In korte herinneringsfragmenten geeft ze een beeld van haar studententijd in Amsterdam en Uppsala, van de jaren zestig in Zweden, onderbroken door een tussenjaar in de VS, en ten slotte de terugkomst in Nederland.

## Bekroningen
- 1988 - Vlag en Wimpel voor Achter de bergen ligt de zee
- 1995 - Vlag en Wimpel voor Mijn hersens draaien rondjes
- 1996 - Zilveren Griffel voor Vreemd land
- 1996 - Nienke van Hichtumprijs voor Vreemd land
- 1999 - Gouden Uil voor Jubeltenen